# Sciopetris hartigi
Sciopetris hartigi is een vlinder uit de familie zakjesdragers (Psychidae). De wetenschappelijke naam van deze soort is voor het eerst geldig gepubliceerd in 1976 door Sieder.
De soort komt voor in Europa.